# Puig-agut (Tagamanent)
El Puig-agut és una muntanya de 702 metres que es troba al municipi de Tagamanent, a la comarca del Vallès Oriental.